# 師兄撞鬼
《師兄撞鬼》，香港導演劉仕裕執導的1990年喜劇片，由周星馳、董驃、馮淬帆、方剛、陳德容等主演。該片翻拍自1986年洪金寶、王祖賢、張學友主演的經典喜劇《霹靂大喇叭》。

## 劇情
李謹（馮淬帆飾）與張標（董驃飾）是警察搭檔，在一次緝拿毒販的行動中，李謹偷懶離開現場，張標單槍匹馬與眾多毒販展開激烈槍戰，被毒梟鄧理揚（方剛飾）殺害，而他至死也沒有看見兇手的相貌。鄧理揚將現場偽裝成標因賭債自殺。死后的張標不甘名譽受損，死不瞑目，誓要找出兇手，賄賂陰間法官得以還陽，他的冤魂也在凡間飄蕩，由此開始尋找救星雪恨。周星（周星馳飾）是剛從警校畢業的警員，在一次執行任務時上頭發給他張標曾經用過的槍。所以張標認定阿星是自己命定救星，想讓他為自己報仇替他捉拿真兇，於是暗中安排他與謹搭檔，并讓他住在自己以前的宿舍，也是李謹的隔壁。阿星邂逅李謹的女兒李玉（陳德容飾），并為對方的美貌所傾倒，這時張標現身，答應阿星只要幫他找出真兇，就讓他贏得佳人芳心，阿星勉強答應。遂附身於槍上，施法幫助阿星接近李玉，以使其幫助自己報仇。阿星與張標很快就找到了殺死張標的真兇鄧理揚，此時鄧理揚也預感張標返陽，請出標命定剋星邪惡法師助陣。并在身邊安排眾多打手，無論人鬼都無法下手，眼看張標在陽間的日子已不多了，習練茅山道術的李謹被張標和星二人整治，心懷不滿伺機報復，卻被邪法師利用，將張標鬼魂封印。李謹和阿星在茅山老祖的指導下利用金童玉女尿、神台貓屎和大仙屁制成靈藥救出張標，三人合力打敗邪惡法師，阿星親手槍斃鄧理揚，為張標報了仇，使張標能安心上天堂。

## 演員
| 演員                      | 角色     |
| 周星馳                    | 周星     |
| 董驃                      | 張標     |
| 馮淬帆                    | 李謹     |
| 方剛                      | 鄧理揚   |
| 陳德容 (粵語配音：盧素娟) | 李玉     |
| 葉子楣 (粵語配音：曾慶珏) | 葉警司   |
| 梅小惠                    | 惠       |
| 羅青浩 (粵語配音：馮志輝) | 天堂法官 |
| 陳立品 (粵語配音：曾慶珏) | 石婆     |

## 外部連結
- 香港影庫上《師兄撞鬼》的資料（繁體中文）
- 開眼電影網上《師兄撞鬼》的資料（繁體中文）
- 豆瓣电影上《師兄撞鬼》的資料 （简体中文）
- 时光网上《師兄撞鬼》的資料（简体中文）
- AllMovie上《師兄撞鬼》的资料（英文）
- 爛番茄上《師兄撞鬼》的資料（英文）
- 互联网电影数据库（IMDb）上《師兄撞鬼》的资料（英文）